# Lizy-sur-Ourcq
Lizy-sur-Ourcq är en kommun i departementet Seine-et-Marne i regionen Île-de-France i norra Frankrike. Kommunen ligger i kantonen Lizy-sur-Ourcq som tillhör arrondissementet Meaux. År 2022 hade Lizy-sur-Ourcq 3 575 invånare.

## Befolkningsutveckling
Antalet invånare i kommunen Lizy-sur-Ourcq
| Referens: INSEE |